# Vladimir Fekete
Vladimír Fekete (Chorvátsky Grob, 11 de agosto de 1955) es un obispo católico eslovaco, desde el 4 de agosto de 2011 es prefecto apostólico de Azerbaiyán y desde el 8 de diciembre de 2017 funge como obispo titular de la sede de Municipa.

## Biografía
Vladimír Fekete nació en Chorvátsky Grob el 11 de agosto de 1955.

### Formación y ministerio sacerdotal
Ingresó secretamente en la Sociedad Salesiana de San Juan Bosco. El 15 de febrero de 1975 emitió la primera profesión y en 1981 la profesión perpetua. En 1979 se licenció en matemáticas y geología por la Facultad de Ciencias Naturales de la Universidad Comenius de Bratislava.
El 30 de enero de 1983 fue ordenado sacerdote en Berlín por Mons. Wolfgang Weider, obispo auxiliar de Berlín. En 1995 obtuvo el máster en Teología Católica por la Universidad de Viena y en 1999 la licencia por la Universidad Católica de Lublin. Fue director de la comunidad salesiana de estudiantes de teología de Levoča (Eslovaquia) de 1989 a 1993; vicario inspectorial de 1993 a 1999, e inspector provincial de la Provincia Salesiana de Bratislava de 1999 a 2005. En 2006, asistió a un curso para formadores en la Universidad Pontificia Salesiana de Roma. De vuelta a casa, fue maestro de novicios en Poprad de 2006 a 2009. El 5 de noviembre de 2009, el papa Benedicto XVI le nombró superior eclesiástico de la misión sui iuris de Bakú (Azerbaiyán).
El 30 de abril de 2011, participó en la firma del acuerdo entre la Santa Sede y la República de Azerbaiyán que regula las relaciones jurídicas entre la Iglesia católica y el Estado, celebrada en la sede del Comité estatal para el trabajo con las estructuras religiosas en Bakú.
El 4 de agosto de 2011, el papa Benedicto XVI elevó la misión sui iuris a Prefectura Apostólica con la bula «De iuvandis» y le nombró Prefecto Apostólico de la misma.
El 2 de octubre de 2016, la Prefectura Apostólica recibió la visita del papa Francisco. El pontífice celebró la Santa Misa en la iglesia de la Inmaculada Concepción de Bakú y se reunió con autoridades políticas y religiosas.

### Ministerio episcopal
El 8 de diciembre de 2017, el papa Francisco lo elevó a la dignidad episcopal asignándole la sede titular de Municipa.
Recibió la ordenación episcopal el 11 de febrero siguiente en la iglesia de la Inmaculada Concepción de Bakú de manos del arzobispo Paul Richard Gallagher, secretario para las Relaciones con los Estados de la Secretaría de Estado de la Santa Sede, siendo co-consagradores el arzobispo metropolitano de Bratislava Stanislav Zvolenský y el arzobispo Savio Hon Tai-Fai, nuncio apostólico en Grecia. También participaron en la ceremonia el Obispo de Rožňava Stanislav Stolárik, el Arzobispo de la Madre de Dios en Moscú Paolo Pezzi, el Administrador Apostólico del Cáucaso de los Latinos Giuseppe Pasotto, y el Rector de la Pontificia Universidad Lateranense de Roma Enrico dal Covolo, el arzobispo emérito de Salzburgo, Alois Kothgasser, el obispo emérito de Linz, Luidwig Schwarz, el inspector de los salesianos de Eslovaquia, Jozef Ižold, sacerdotes y salesianos eslovacos y extranjeros, representantes de Azerbaiyán y de otras comunidades cristianas del país, y familiares cercanos de monseñor Fekete. Es el primer obispo salesiano de Eslovaquia.